# La Chapelle-sous-Dun
Pour les articles homonymes, voir La Chapelle et Dun.
Ne doit pas être confondu avec La Chapelle-sur-Dun.
La Chapelle-sous-Dun est une commune française située dans le département de Saône-et-Loire, en région Bourgogne-Franche-Comté.

## Géographie
La Chapelle-sous-Dun fait partie du Brionnais.
La commune de La Chapelle-sous-Dun est située dans le département de Saône-et-Loire, l'arrondissement de Charolles et depuis 2015 dans le nouveau canton de Chauffailles considérablement agrandi. Elle relevait jusqu'alors du canton de La Clayette supprimé en 2015. Elle a pour voisines huit autres communes. Son périmètre  enserre un territoire en forme d'ovale irrégulier plus étiré en longitude qu'en latitude. C'est avec Chassigny-sous-Dun au sud, sur 4,80 km qu'elle est le plus étroitement soudée. À l'est, elle confine avec Varennes-sous-Dun sur 4,30 km et à l'ouest avec Saint-Laurent-en-Brionnais sur 2,25 km. Au nord ses limites avec Baudemont longues de 2,83 km sont particulièrement sinueuses ; Paradoxalement, c'est avec la commune de La Clayette dont l'agglomération est la plus  proche du bourg de La Chapelle que le contact est le plus court, moins d'un kilomètre. Dans le coin sud-est de son territoire, La Chapelle jouxte Mussy-sous-Dun par un quadripoint.
La superficie de la commune, 8,51 km2, est nettement inférieure à la moyenne des communes du Nord-Est roannais, 13 km². La plus grande distance interne est d'est en ouest de 4,2 km mais du nord au sud (de l'entrée du Sornin dans la commune à sa sortie) elle est comparable : 3,7 km. Les limites de la commune ne sont que très partiellement naturelles. Au nord cependant, le cours du Sornin lui confère cette particularité sur 1,7 km. À l'est, le territoire municipal reste nettement « sous Dun », assez éloigné du sommet de la montagne éponyme même si au nord-est sa limite s'appuie sur une échine détachée de la Montagne, le Bois de l'Achat. À l'ouest, une ligne de hauteurs d'altitude modeste mais continues sépare La Chapelle de Saint-Laurent-en-Brionnais. Au sud enfin, la démarcation d'avec Chassigny est complètement artificielle. Le cours du Sornin dans la commune marque une limite structurale. La partie orientale, la plus étendue, 6,25 km2, appartient aux hautes collines du piémont beaujolais. C'est là que le territoire municipal atteint son point culminant avec 553 m. dans le secteur du Pâquier de Montvernay. Entre ce point et le cours de la rivière les altitudes décroissent selon une pente moyenne de 9,3 % localement bien plus forte : plus de 30 % dans le Bois de Dreuillen et sur les deux rives du cours supérieur du ruisseau le Rinçon 15 % encore entre le Vieux Bourg et la rivière à la hauteur du bourg. Au sud du bourg dans le triangle formé par les deux routes départementales qui desservent la commune, la pente s'apaise ; elle n'est que  de 8 % du côté de la Maladière. La partie occidentale du territoire dont la superficie n'est que de 2,27 km2 relève des basses collines du Roannais. Cela tient surtout aux altitudes, nettement moins élevée qu'à l'est puisque le point le plus élevé au lieudit les Cossonnières ne se trouve qu'à 399 m. Pour autant la pente générale reste assez forte dans cette étroite bande de territoire, au moins dans la partie nord de ce compartiment, environ 10 %, alors qu'elle n'est que de 6,5 % dans la partie sud. Parallèle au cours du Sornin une échine surbaissée à l'altitude assez constante de 395 à 381 m. court en effet du nord au sud aux confins ouest de la commune. L'altitude moyenne de la commune s'établit à 420 mètres.
Engagée par sa partie orientale dans le massif beaujolais, plus précisément sur les flancs de la montagne de Dun, la commune de La Chapelle présente le taux de boisement non négligeable de 23,33 % de beaucoup supérieur à celui de ses voisines occidentales différemment situées (Vauban 7,98 %, Baudemont 1,81 %, Saint-Laurent-en-Brionnais 1,39 %), bien plus modeste pourtant que le taux dont peuvent se prévaloir les localités les plus élevées en altitude telle Ranchal (à 12 km de là) : 63 %. Prédominent d'ailleurs dans la commune les conifères caractéristiques des terrains cristallins et des secteurs élevés (152 ha soit 17,98 % de la surface totale). Les placages forestiers les plus étendus se concentrent dans la partie orientale du territoire municipal : 25,1 ha pour le Bois de l'Achat, 71,1 ha pour le Bois Dreuillen, 65,6 ha pour le secteur dit justement des Bois. A l'ouest du Sornin les bois sont bien moins présents et constitués essentiellement d'essences mixtes : 45,3 ha.
Le paysage rural caractéristique dans le Nord-Est roannais est le bocage et si la commune de La Chapelle-sous-Dun n'en présente pas les aspects les plus achevés du fait de son caractère en partie semi-montagneux elle participe pourtant pour une large part à cette forme d'aménagement de l'espace. La dispersion de l'habitat dans ce type de paysage est une règle qui se vérifie dans le cas qui nous occupe. Dans cette conformation de l'espace rural les écarts sont nombreux et le bourg de la commune ne réunit qu'une part relativement restreinte de la population municipale. Depuis plusieurs décennies l'INSEE ne fournit plus de chiffres concernant la population agglomérée des communes; en 1968 à une date où cette donnée était disponible 218 personnes vivaient dans le bourg soit 40 % des 643 habitants et en 1975 lors du dernier recensement fournissant ce renseignement le nombre d'habitants agglomérés était passé à 270 soit 42 % du total municipal. En extrapolant à partir des chiffres de 1975 on peut estimer, avec tous les risques que comporte la méthode, que le bourg de La Chapelle-sous-Dun rassemble aujourd'hui 185 personnes. Une trentaine d'écarts hameaux, simples lieuxdits, ou endroits non habités sont répartis sur le territoire communal les plus nombreux à l'est du Sornin. Ainsi sur cette rive et du nord au sud on peut énumérer : Combalon, Gothard, le Taillis de Barot, les Bas, le Pâquier des Bœufs, les Croix, le Bois de l'Achat, le Bois Canet, le Bois de Montille, les Moquets, En Groux, les Gorges, les Peziots, les Granges, Thel, les Augaies, le Vieux Bourg, les Buissons, le Vernay, Chambey, la Mine, les Bois, la Maladière, Dreuillen, le Bois de Dreuilllien, le Pâquier de Monvernay. Certains de ces secteurs habités proches du bourg constituent des quartiers périphériques comme la Mine ou des zones pavillonnaires commelLa Maladière ; les Moquets représentent une sorte de zone d'activité informelle. Privée de l'équivalent du bourg, établi sur la rive gauche du Sornin, la partie occidentale de la commune, d'ailleurs beaucoup moins étendue que celle qui lui fait face, ne rassemble qu'un nombre restreint d'écarts habités ; ce sont le Puits Neuf, les Coptiers, les Cossonnières, les Perrières, les Béraudières.

### Géologie
La dualité de la structure et du relief soulignée plus haut est le reflet de la nature géologique de cet espace communal. À l'est du Sornin prédominent les terrains cristallins caractéristiques de la montagne beaujolaise, le microgranite surtout couvert ici ou là de formations altérées. À l'ouest apparaissent les terrains sédimentaires notamment des calcaires qu'on retrouve plus à l'ouest dans le bombement du Brionnais. Le fond de la vallée du Sornin est quant à lui tapissé d'alluvions récentes, sables et limons, plus largement épandus dans le petit bassin où s'est établi le bourg de la commune.

### Accès
Le réseau routier de la commune fait intervenir deux routes départementales exclusivement, la D 985 et la D 987. La première traverse la commune dans le sens nord-sud sur plus de 4 km sur la rive gauche du Sornin. Venant au sud de Chauffailles, cette voie classée « de bonne viabilité » entre dans la commune en déclivité puis passant à la périphérie du bourg rejoint la vallée du Sornin et suit ensuite le cours de la rivière avant d'entrer au nord dans la commune de La Clayette et se prolonger ensuite jusqu'à Charolles. La D 987, plus courte dans la commune, venant au sud de Charlieu en suivant la vallée du Rhins traverse pleinement l'agglomération dont elle constitue la rue principale et au bout de 1,6 km vient se greffer sur la D 985 dans le quartier des Moquets au nord du bourg. Le sillon central de la commune concentre donc les 5,8 km de voies routières locales tandis que l'intérieur du territoire reste enclavé.
Un ensemble de chemins communaux asphaltés relie les écarts peuplés au bourg. Une voie ferrée traverse le territoire communal du sud au nord sur un peu moins de 3 km parallèlement au cours du Sornin sur sa rive gauche à une altitude un peu supérieure à celle de la D 98 ; elle quitte La Chapelle au lieudit Gothardet entre à La Clayette par un viaduc franchissant le Sornin, un de ceux qui jalonnent cette ligne de Lyon à Paray-le-Monial. L'absence d'une gare laisse la voie ferrée quelque peu étrangère à la commune mais les Chapelois ont facilement accès au chemin de fer grâce à la gare de La Clayette-Baudemont à peine distante de 3 km de leur bourg et où s'arrêtent chaque jour plusieurs trains circulant dans les deux sens ; il s'agit là d'un privilège dont ne bénéficient qu'un petit nombre de localités rurales du Nord-Est roannais. Pour rejoindre la ligne ferroviaire de Lyon à Paris par St-Germain-des-Fossés on doit de La Chapelle se rendre à la gare de Roanne distante de 37 km. La ligne TGV est accessible à la gare de Lyon-La Part Dieu en 88 km ou à celle de Montchanin-Le Creusot en 72 km. L'aéroport de Lyon-Saint-Exupéry se trouve à  122 km de La Chapelle. La commune de est si proche de ce bourg commerçant qu'est La Clayette qu'elle est soumise directement à son attraction. À un niveau plus général (emploi, culture), l'influence de Roanne est déterminante, l'appartenance de cette ville à un autre département et à une autre région n'y faisant pas obstacle mais cette influence est notablement concurrencée par celle de Paray-le-Monial. À l'inverse, Charolles petit chef-lieu d'arrondissement dont dépend la commune et Mâcon le chef-lieu du département pénalisé par son relatif éloignement (60 km) et l'obstacle des reliefs exercent surtout une attraction par leur rôle administratif.

### Hydrographie
Le système hydrographique de la Chapelle est essentiellement constitué par la rivière le Sornin et accessoirement son petit affluent de rive gauche le ruisseau le Rinçon. Le Sornin entre en contact avec le territoire communal de La Chapelle au lieu-dit le Pont Beuillon à 336 m d'altitude ; il s'apprête alors à le borner sur 1,6 km en coulant du nord-est au sud-ouest cours des premières centaines de mètres dans un vallon à fond plat cours des premières centaines de mètres plat puis s'encaissant ensuite jusqu'à proximité des lieu-dits Gothard-les Bas. À partir de là, il entre pleinement dans l'aire municipale de La Chapelle, sa vallée s'évase et il prend une orientation nord-sud dans l'ensemble en accomplissant des sinuosités et en baignant au passage le bourg. Il finit par quitter la commune à 317 m. d'altitude après l'avoir traversée sur 3,3 km. au long desquels sa pente moyenne est ainsi de 5,8 %. Le Sornin est une rivière alimentée par des précipitations abondantes, comme tous les cours d'eau issus de la partie occidentale des monts du Beaujolais. Son débit moyen est ici de 294 l/s mais il présente des fluctuations saisonnières de débit très marquées, comme bien souvent dans l'est de la France, avec des hautes eaux d'hiver et de printemps (avec un maximum en février), et des basses eaux d'été, de juillet à septembre, avec une baisse du débit moyen mensuel. À l'étiage, le débit peut chuter jusque 0,075 m³, en cas de période quinquennale sèche, soit 75 litres par seconde, ce qui est très sévère pour une rivière de cette importance, mais assez normal dans les régions nord-est du Massif central. Mais les fluctuations sont bien plus prononcées sur de courtes périodes.

### Climat
Pour des articles plus généraux, voir Climat de la Bourgogne-Franche-Comté et Climat de Saône-et-Loire.
En 2010, le climat de la commune est de type climat océanique dégradé des plaines du Centre et du Nord, selon une étude du Centre national de la recherche scientifique s'appuyant sur une série de données couvrant la période 1971-2000. En 2020, Météo-France publie une typologie des climats de la France métropolitaine dans laquelle la commune est exposée à un climat de montagne ou de marges de montagne et est dans la région climatique Centre et contreforts nord du Massif Central, caractérisée par un air sec en été et un bon ensoleillement.
Pour la période 1971-2000, la température annuelle moyenne est de 10,7 °C, avec une amplitude thermique annuelle de 16,6 °C. Le cumul annuel moyen de précipitations est de 973 mm, avec 12 jours de précipitations en janvier et 8,3 jours en juillet. Pour la période 1991-2020, la température moyenne annuelle observée sur la station météorologique de Météo-France la plus proche, « Briant », sur la commune de Briant à 12 km à vol d'oiseau, est de 11,7 °C et le cumul annuel moyen de précipitations est de 930,7 mm. 
La température maximale relevée sur cette station est de 40 °C, atteinte le 12 août 2003 ; la température minimale est de −14,7 °C, atteinte le 31 décembre 1996,,.
Les paramètres climatiques de la commune ont été estimés pour le milieu du siècle (2041-2070) selon différents scénarios d'émission de gaz à effet de serre à partir des nouvelles projections climatiques de référence DRIAS-2020. Ils sont consultables sur un site dédié publié par Météo-France en novembre 2022.

## Urbanisme

### Typologie
Au 1er janvier 2024, La Chapelle-sous-Dun est catégorisée commune rurale à habitat dispersé, selon la nouvelle grille communale de densité à sept niveaux définie par l'Insee en 2022.
Elle est située hors unité urbaine et hors attraction des villes,.

### Occupation des sols
L'occupation des sols de la commune, telle qu'elle ressort de la base de données européenne d’occupation biophysique des sols Corine Land Cover (CLC), est marquée par l'importance des territoires agricoles (67,4 % en 2018), une proportion sensiblement équivalente à celle de 1990 (67,9 %). La répartition détaillée en 2018 est la suivante : prairies (66,2 %), forêts (23,3 %), zones urbanisées (9,3 %), zones agricoles hétérogènes (1,2 %). L'évolution de l’occupation des sols de la commune et de ses infrastructures peut être observée sur les différentes représentations cartographiques du territoire : la carte de Cassini (XVIIIe siècle), la carte d'état-major (1820-1866) et les cartes ou photos aériennes de l'IGN pour la période actuelle (1950 à aujourd'hui).

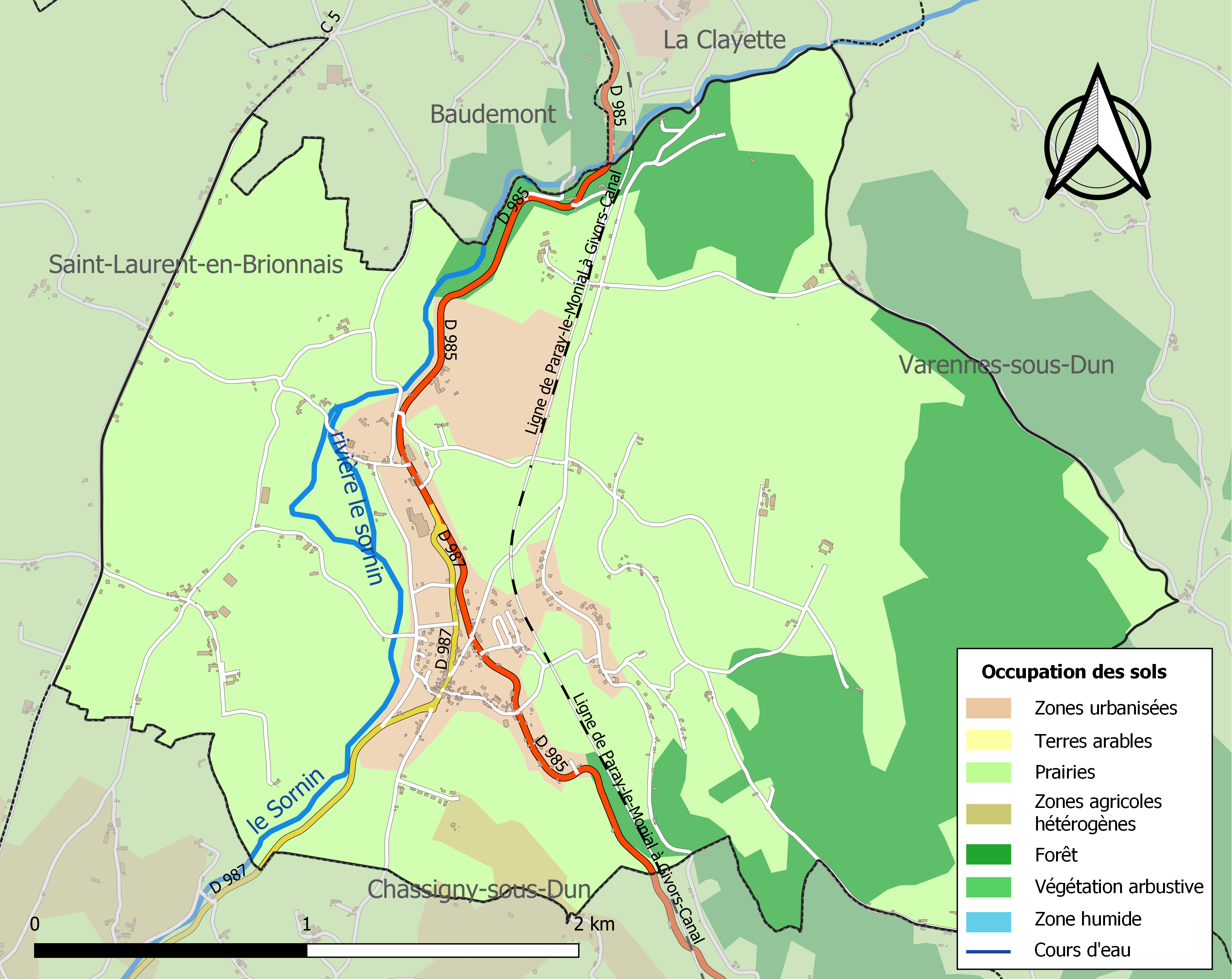
Carte des infrastructures et de l'occupation des sols de la commune en 2018 (CLC).

## Histoire

### Les mines
La commune possède un passé minier, avec l'exploitation de la houille jusqu'en mars 1960. Une vingtaine de puits de mines sont creusés sur le territoire.

Puits des houillères.
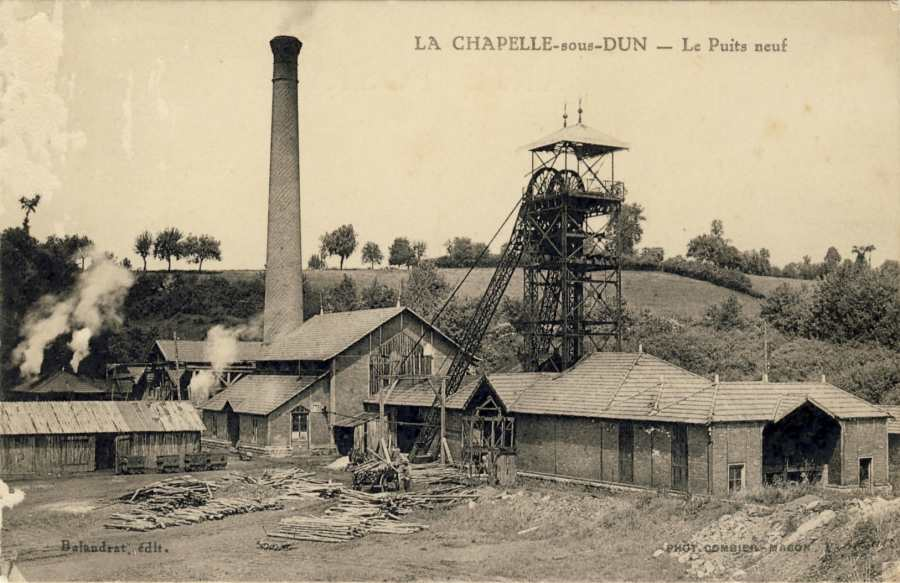
Puits Neuf.
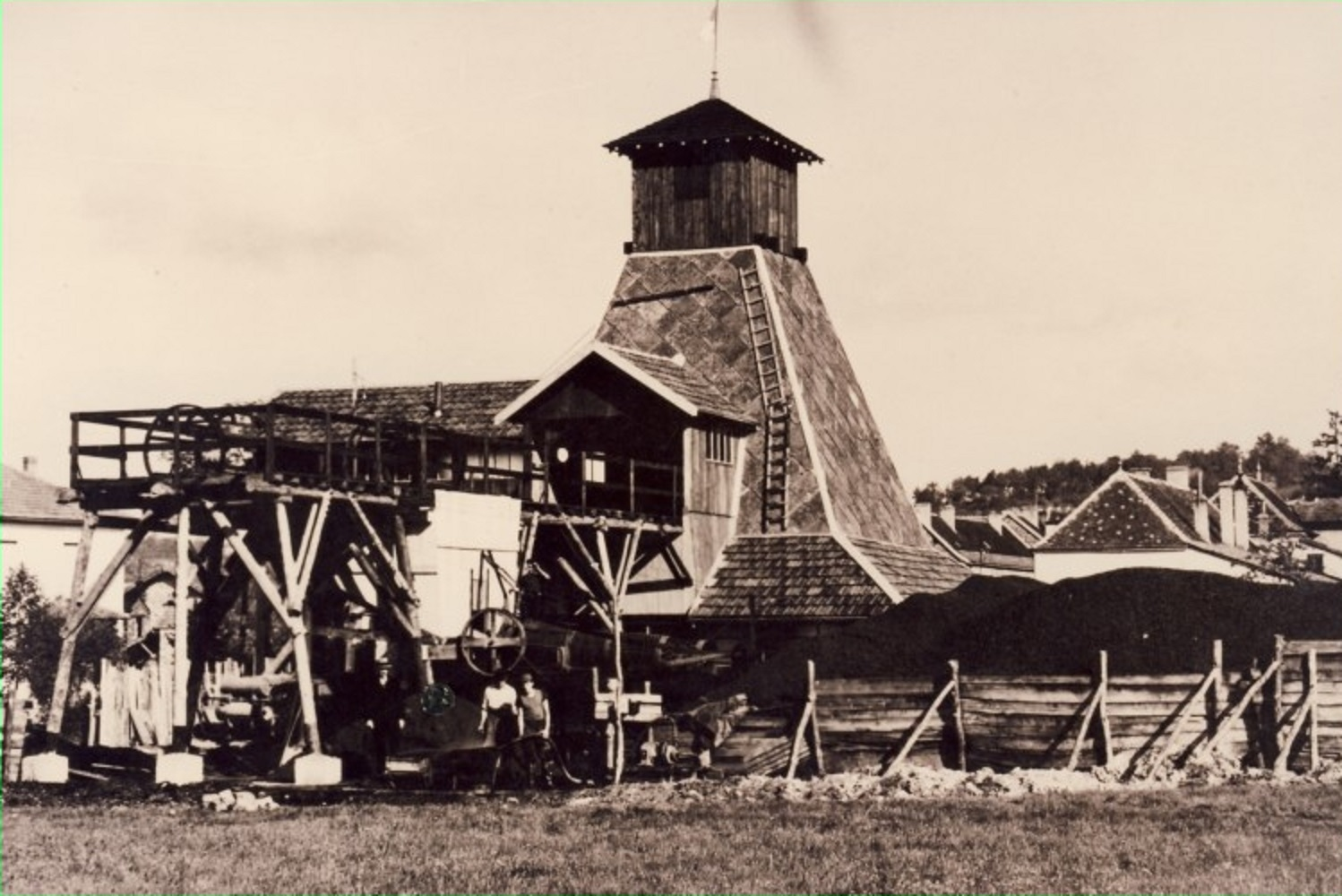
Puits Josette.

## Politique et administration
| Période                                  | Période   | Identité      | Étiquette | Qualité                                                  |
| ---------------------------------------- | --------- | ------------- | --------- | -------------------------------------------------------- |
| 1896                                     | 1939      | Jean Gandjean |           | Menuisier Secrétaire de la chambre syndicale des mineurs |
|                                          |           |               |           |                                                          |
| mars 1977                                | mars 2014 | Bernard Odin  |           |                                                          |
| mars 2014                                | En cours  | Michel Cannet |           |                                                          |
| Les données manquantes sont à compléter. |           |               |           |                                                          |

## Démographie
L'histoire démographique de La Chapelle comporte deux phases que l'on rencontre dans le cas de la plupart des localités rurales de la région. La première qui s'étend sur le XIXe siècle à peu près entier se caractérise par une croissance continue de la population dans une proportion réellement spectaculaire  puisqu'en 1896, date qui marque le pic démographique de la commune, avec 1 241 habitants, y vivaient trois plus de personnes qu'en 1800. Les guerres de la Révolution et de l'Empire semblent ne pas avoir affecté la commune et une forte natalité soutenue ensuite pendant de nombreuses décennies, phénomène général  dans les campagnes à cette époque, explique cet essor peu commun. Il importe de remarquer au passage que l'exode rural qui s'était déclenché dans beaucoup de villages environnants dès le milieu du XIXe siècle n'avait pas concerné La Chapelle jusque là. La seconde phase de cette histoire démographique, phase de déclin, couvre tout le XXe siècle et au delà puisqu'il a fallu attendre 2010 pour qu'elle arrive à son terme. À cette date qui marque l'étiage du peuplement de la commune 399 personnes seulement y résidaient soit trois fois moins qu'en 1896. L'hémorragie humaine occasionnée par la Première Guerre mondiale et le déclenchement tardif mais effectif de l'exode rural sont à l'origine de cet effondrement. Celui-ci en effet ne peut être attribué à l'évolution naturelle la natalité étant redevenue soutenue après la Seconde Guerre mondiale mais bien plutôt à des départs vers les villes liés à la recherche d'emplois dans l'industrie d'autant que l'activité minière qui avait longtemps soutenu l'activité économique sur place avait cessé en 1960. Aurait manqué au cas de La Chapelle une troisième phase qu'on observe d'une manière assez générale dans les communes rurales de la région à savoir un redressement démographique assez net depuis le dernier quart du XXe siècle si ne s'était effectivement amorcée récemment une légère reprise de la croissance de la population. Encore faut-il ajouter qu'une telle reprise s'était déjà manifestée dans les années 60 et 70, restée sans lendemain.
L'évolution du nombre d'habitants est connue à travers les recensements de la population effectués dans la commune depuis 1793. Pour les communes de moins de 10 000 habitants, une enquête de recensement portant sur toute la population est réalisée tous les cinq ans, les populations de référence des années intermédiaires étant quant à elles estimées par interpolation ou extrapolation. Pour la commune, le premier recensement exhaustif entrant dans le cadre du nouveau dispositif a été réalisé en 2005.

En 2022, la commune comptait 432 habitants, en évolution de −2,04 % par rapport à 2016 (Saône-et-Loire : −1,06 %, France hors Mayotte : +2,11 %).
| 1793 | 1800 | 1806 | 1821 | 1831 | 1836 | 1841 | 1846 | 1851 |
| ---- | ---- | ---- | ---- | ---- | ---- | ---- | ---- | ---- |
| 383  | 296  | 294  | 368  | 394  | 582  | 586  | 674  | 766  |

| 1856 | 1861 | 1866 | 1872 | 1876 | 1881 | 1886  | 1891  | 1896  |
| ---- | ---- | ---- | ---- | ---- | ---- | ----- | ----- | ----- |
| 789  | 895  | 904  | 895  | 947  | 930  | 1 015 | 1 043 | 1 241 |

| 1901  | 1906  | 1911 | 1921 | 1926 | 1931 | 1936 | 1946 | 1954 |
| ----- | ----- | ---- | ---- | ---- | ---- | ---- | ---- | ---- |
| 1 158 | 1 036 | 936  | 851  | 781  | 676  | 655  | 661  | 685  |

| 1962 | 1968 | 1975 | 1982 | 1990 | 1999 | 2005 | 2006 | 2010 |
| ---- | ---- | ---- | ---- | ---- | ---- | ---- | ---- | ---- |
| 611  | 643  | 644  | 563  | 506  | 460  | 433  | 431  | 399  |

| 2015 | 2020 | 2022 | - | - | - | - | - | - |
| ---- | ---- | ---- | - | - | - | - | - | - |
| 430  | 432  | 432  | - | - | - | - | - | - |

## Économie
En dépit d'une régression de la part de l'agriculture par rapport à l'ensemble des activités économiques, phénomène commun aux campagnes de la région, ce secteur reste bien représenté à La Chapelle-sous-Dun. On compte dans la commune une exploitation pour 88 habitants soit une proportion cependant plus faible que dans certaines communes environnantes (1 pour 49 à Chassigny-sous-Dun, 1 pour 45 à Mussy-sous-Dun). Le nombre des exploitations n'a d'ailleurs pas cessé de se réduire au cours des trois dernières décennies et le mouvement s'est même accéléré récemment : elles étaient 21 en 1988, 15 en 2000, 10 en 2010, il en existe seulement 6 actuellement. La surface agricole utile totale qui s'est longtemps maintenue au niveau des 700 ha (704 en 1988, 702 en 2000) s'est réduite considérablement ensuite : 556 ha en 2010, 574 ha aujourd'hui. Elle représente actuellement 67,5 % de la superficie de la commune soit une proportion inférieure à celle Chassigny-sous-Dun (80 %) mais supérieure à celle de Mussy-sous-Dun (60 %). La pédologie et le climat expliquent la part écrasante des herbages : (564 ha soit 98 % de la SAU)  ne laissant aux labours qu'une surface minime, inférieure à 10 ha. Cinq des six entreprises agricoles de la commune pratiquent l'élevage bovin de race charolaise en vue de la production de viande, activité conforme à la spécialité dominante dans la région. Le cheptel a connu, quoique dans une proportion plus faible, la contraction qu'on observe dans le nombre d'exploitations et dans la SAU. Il s'élevait à 873 têtes de bétail en 1988, 854 en 2000, 678 en 2010. Deux de ces exploitations sont situées au lieudit Les Béraudières sur la rive droite du Sornin, les trois autres sur la rive gauche l'une au lieudit les Bas, une autre au lieudit les Croix une autre encore au lieudit Thel. D'autre part existe une ferme d'élevage caprin au lieudit les Buissons.
Deux entreprises de la commune relèvent du secteur industriel. L'une d'elles exploite une vaste carrière de pierre dans le quartier des Moquets sur la rive gauche du Sornin. Elle extrait depuis l'entre-deux-guerres le microgranite local, y ajoute une activité de travaux publics et de génie civil et fabrique de l'enrobé. L'autre entreprise de taille importante est une scierie établie depuis les années cinquante à la sortie nord du bourg. Elle est spécialisée dans les travaux de la première transformation du bois, le débit et la commercialisation de Douglas. Une autre scierie existe au lieudit les Chaffauds dont le siège social se trouve dans la commune voisine de Saint-Laurent-en-Brionnais. La Chapelle-sous-Dun a d'autre part été le site pendant deux siècles d'un petit bassin houiller qui lors de l'apogée de l'exploitation au début du XXe siècle comportait de nombreux puits. L'épuisement progressif du gisement a conduit à la fermeture des mines en 1960. L'artisanat du bâtiment rassemble trois entreprises de maçonnerie l'une sise au bourg, une autre au lieudit les Bois, une autre encore au lieudit les Gorges. Un plâtrier se trouve  aux Moquets, une société d'isolation est établie au lieudit les Béraudières et un électricien a son atelier au bourg. Une activité de vannerie-sparterie au lieudit  le Buisson complète la liste des activités artisanales. Au bourg réside d'autre part une coiffeuse à domicile. Le commerce en boutique est représenté par un magasin d'alimentation et une boulangerie-pâtisserie réunis dans la grande rue du bourg où l'on rencontre aussi un restaurant. Le secteur des services est illustré dans le quartier de la Mine par une entreprise de transport de proximité pratiquant également la vente de matériaux et au lieudit les Perrières par un agent immobilier. Un gîte rural accueille des villégiateurs au lieudit les Bois.

## Culture locale et patrimoine

### Lieux et monuments
- L'église, qui date de 1853 et a été construite d'après des plans dressés par l'architecte A. Berthier (de Mâcon)[26].

### Personnalités liées à la commune
- Antoine de La Métherie-Sorbier (1751-1804), avocat et homme politique, député du Tiers-état du bailliage de Mâcon, aux États généraux de 1789.

## Pour approfondir